# Influenza A virus subtype H5N1
Influenza A virus subtipus H5N1 (A/H5N1) és una soca altament patògena de virus de la grip aviària que pot causar malalties en humans i altres espècies animals.
Una soca adaptada a les aus de H5N1 anomenada HPAI A(H5N1) (per les seves sigles en anglès highly pathogenic avian influenza virus of type A of subtype H5N1) és l'agent causant i altament patogènic de la grip H5N1, coneguda com a grip aviària.
Es tracta d’un virus enzoòtic (mantingut en la població) en moltes poblacions d'aus, especialment al sud-est asiàtic. Cap al 2004, una soca d'HPAI A(H5N1) es va estendre a nivell mundial després d'aparèixer per primera vegada a Àsia. Era epizoòtica (una epidèmia en els no humans) i panzoòtica (que afecta animals de moltes espècies, especialment en una àmplia àrea), i va matar desenes de milions d'aus. Moltes referències de la soca H5N1 en els mitjans de comunicació com a «grip aviària» han popularitzat aquest nom per a aquesta soca concreta.
Segons l'Organització Mundial de la Salut (OMS) i l'Organització de les Nacions Unides per a l'Alimentació i l'Agricultura (FAO), la patogenicitat H5N1 continua augmentant gradualment en àrees endèmiques, però la situació de malaltia de la grip aviària en les aus agrícoles està sent controlada per la vacunació, i no hi ha evidència de transmissió sostinguda d'humà a humà del virus.
Onze brots d'H5N1 es van registrar a tot el món al juny de 2008, en cinc països (Xina, Egipte, Indonèsia, Pakistan i Vietnam) en comparació amb 65 brots al juny de 2006 i 55 al juny de 2007. La situació global de l'HPAI va millorar significativament en el primer semestre del 2008, però la FAO informa que els sistemes de vigilància de malalties infeccioses fan que l’aparició de nous brots del virus es mantinguin subestimats i infranotificats. El maig de 2020, l'OMS va informar d'un total de 861 casos humans confirmats que van provocar la mort de 455 persones des del 2003.
Diverses vacunes H5N1 han estat desenvolupades, aprovades per les diferents entitats reguladores (FDA, EMA, etc.), i acumulades per diversos països entre els quals els Estats Units (en el seu Strategic National Stockpile), Gran Bretanya, França, Canadà o Austràlia, per al seu ús en cas d'emergència.
Les investigacions han demostrat que una soca altament contagiosa d'H5N1, que podria permetre la transmissió en l'aire entre mamífers, es pot aconseguir en poques mutacions, la qual cosa suscita preocupació per una pandèmia o un atac de bioterrorisme.

## Generalitats
L'HPAI A(H5N1) es considera una malaltia aviària, tot i que hi ha proves d'una transmissió limitada d'humà a humà del virus. Un factor de risc per contraure el virus és el maneig de l'aviram infectat, però la transmissió del virus d'aus infectades a humans s'ha caracteritzat com a ineficient. Tot i així, al voltant del 60 per cent dels humans que se sap que han estat infectats amb la soca asiàtica d'HPAI A(H5N1) han mort a causa de la infecció, i H5N1 pot mutar o tornar a associar-se a una soca capaç de fer una transmissió eficient d'humà a humà. El 2003, els viròleg estatunidencs Robert G. Webster i Elizabeth Jane Walker van publicar un article titulat «El món és a punt d'enfonsar-se en una pandèmia que podria matar una gran part de la població humana», en què demanaven recursos adequats per lluitar contra el que consideraven una gran amenaça mundial per a possiblement milers de milions de vides.
El 29 de setembre de 2005, David Nabarro, nomenat Coordinador Sènior del Sistema de les Nacions Unides per a la Grip Aviària i Humana, va advertir al món que un brot de grip aviària podria matar entre cinc milions i cent cinquanta milions de persones. Els experts han identificat esdeveniments clau (crear nous clades, infectar noves espècies, estendre's a noves àrees) marcant la progressió d'un brot de virus de grip aviària cap a convertir-se en pandèmia, i molts d'aquests esdeveniments clau s'han produït més ràpidament del que s'esperava.
A causa de l'alta letalitat i virulència de l'HPAI A(H5N1), la seva presència endèmica, el seu cada vegada més gran reservori d'hostes, i les seves significatives mutacions en curs, el 2006, el virus H5N1 es va considerar com l'amenaça pandèmica més gran del món, i es van començar a gastar milers de milions de dòlars investigant H5N1 i preparant-se per a una possible pandèmia de grip.
Almenys dotze empreses i disset governs van desenvolupar vacunes prepandèmiques d'influenza en vint-i-vuit assajos clínics diferents que, en cas d'èxit, podrien convertir una infecció mortal de pandèmia en una de no mortal. La producció a gran escala d'una vacuna que pogués prevenir qualsevol malaltia de la soca requeriria almenys tres mesos després de l'aparició del virus, però s'esperava que la producció de vacunes pogués augmentar fins a obtenir-ne milers de milions de dosis un any després de la identificació inicial del virus.
H5N1 pot causar una pandèmia de grip, ja que s'espera que continuï mutant en les aus independentment de si els humans desenvolupen immunitat de ramat a una futura soca pandèmica. Les pandèmies de grip de la seva descendència genètica poden incloure subtipus de virus de la grip A diferents d'H5N1. Si bé l'anàlisi genètica del virus H5N1 mostra que les pandèmies de grip de la seva descendència genètica poden ser fàcilment molt més letals que la pandèmia de grip espanyola, la planificació d'una futura pandèmia de grip es basa en el que es pot fer i no hi ha un nivell d'índex de gravetat pandèmica superior al d'una pandèmia de categoria 5 que, aproximadament, és qualsevol pandèmia tan dolenta com la grip espanyola; i per a la qual s'utilitzarien totes les mesures d'intervenció.

## Simptomatologia
En general, els humans que agafen un virus de la grip A humanitzada (un virus de la grip humana de tipus A) solen tenir símptomes que inclouen febre, tos, mal de coll, dolors musculars, conjuntivitis i, en casos greus, problemes respiratoris i pneumònia que poden ser fatals. La gravetat de la infecció depèn en gran part de l'estat del sistema immunitari de les persones infectades i de si havien estat exposats a la soca abans (en aquest cas serien parcialment immunes). Ningú sap si aquests o altres símptomes seran els símptomes d'una pandèmia de grip H5N1 humanitzada
L'hemaglutinina de la grip aviària s'uneix als receptors d'àcid siàlic alfa 2-3, mentre que les hemaglutinines de la grip humana s'uneixen receptors alfa 2-6 d'àcid siàlic. Això significa que quan la soca H5N1 infecta humans, es replicarà a les vies respiratòries inferiors, i en conseqüència causarà pneumònia vírica. Encara no hi ha cap forma humana d'H5N1, de manera que tots els humans que s'han infectat fins ara, han contret l' H5N1 aviària.
La taxa de mortalitat reportada de grip aviària H5N1 altament patògena en un humà és alta; Les dades de l'OMS indiquen que el 60% dels casos classificats com a H5N1 van provocar la mort. No obstant això, hi ha algunes evidències que la taxa real de mortalitat de la grip aviària podria ser molt menor, ja que pot haver-hi moltes persones amb símptomes més lleus que no busquen tractament i no es comptabilitzen a les estadístiques.
En un cas, un noi amb H5N1 va experimentar diarrea seguida ràpidament per un coma sense desenvolupar símptomes respiratoris o gripals. Hi ha hagut estudis sobre els nivells de citocines en humans infectats pel virus de la grip H5N1. És especialment preocupant els nivells elevats de necrosi tumoral factor-alfa, una proteïna associada a la destrucció de teixits en llocs d'infecció i major producció d'altres citocines. Els augments en el nivell de citocines induïts pel virus també s'associen amb símptomes de grip, incloent febre, calfreds, vòmits i mal de cap. Els danys tissulars associats a la infecció pel virus de la grip patògena poden acabar amb la mort.
La cascada inflamatòria desencadenada per l’H5N1 ha estat anomenada tempesta de citocines per alguns, a causa del que sembla ser un procés de retroalimentació positiva pels danys al cos resultants de l'estimulació del sistema immunitari. H5N1 indueix nivells més alts de citocines que els tipus de virus gripals més comuns.
La simptomatologia clínica de l'H5N1 en les aus van des de la disminució de la producció d’ous, la descàrrega nasal, la tos i els esternuts, fins als greus, incloent la pèrdua de coordinació, energia i gana; ous amb la closca tova o amb deformacions; decoloració porpra de les crestes, cap, parpelles o becs; diarrea. De vegades el primer signe notable és la mort sobtada.

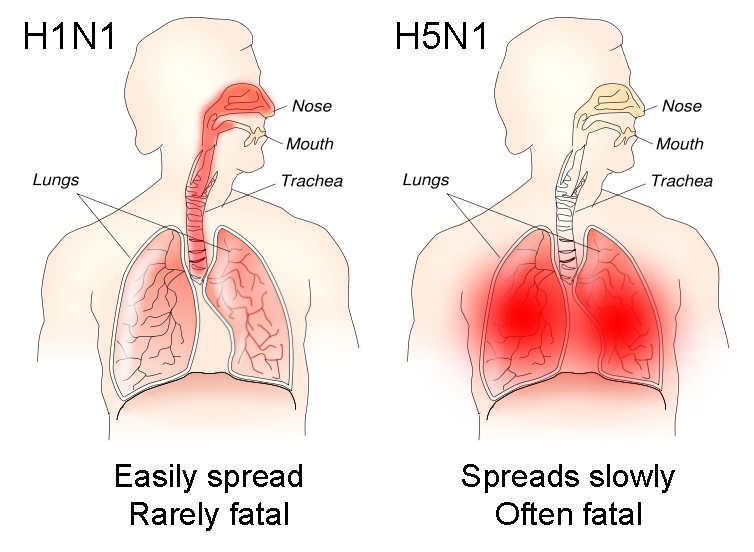
Els llocs diferents d'infecció (mostrat en vermell) d'H1N1 estacional versus H5N1 aviari influeix el seu lethality i habilitat d'estendre.

## Genètica
La primera soca coneguda d'HPAI A(H5N1) (anomenada A/chicken/Scotland/59) va matar dos ramats de pollastres a Escòcia el 1959, però aquesta soca era molt diferent de la soca altament patògena d'H5N1. La soca dominant de l'HPAI A(H5N1) el 2004 va evolucionar de 1999 a 2002 creant el genotip Z. També s'ha anomenat llinatge asiàtic HPAI A(H5N1).
El llinatge asiàtic HPAI A(H5N1) es divideix en dos clades antigènics. El clade 1 inclou aïllaments en humans i ocells de Vietnam, Tailàndia, i Cambodja i aïllaments en ocells de Laos i Malàisia. Els virus Clade 2 es van identificar per primera vegada en aus de la Xina, Indonèsia, Japó i Corea del Sud abans d'estendre's cap a l'oest cap a l'Orient Mitjà, Europa i Àfrica. Els virus del clade 2 han estat els principals responsables de les infeccions humanes H5N1 que s'han produït a finals de 2005 i 2006, segons l'OMS. L'anàlisi genètica ha identificat sis subclades del clade 2, tres de les quals tenen una distribució geogràfica diferent i han estat implicades en infeccions humanes. mapa
- Subclade 1, Indonèsia
- Subclade 2, Europa, Orient mitjà i Àfrica (Anomenat EMA)
- Subclade 3, Xina[16][30]

Un estudi del 2007 centrat en el subclade EMA ha aprofundit en les seves mutacions. Els 36 nous aïllats reportats aquí amplien enormement la quantitat de dades de seqüències del genoma complet disponibles a partir de l'aïllament de la grip aviària recent (H5N1). Abans del nostre projecte, GenBank només contenia altres 5 genomes complets d'Europa durant el període 2004-2006, i no contenia genomes sencers de l'Orient Mitjà o el nord d'Àfrica. La nostra anàlisi va mostrar diverses noves troballes. En primer lloc, totes les mostres europees, de l'Orient Mitjà i Africanes cauen en un clade diferent d'altres clades asiàtics contemporanis, que comparteixen ascendència comuna amb la soca original de Hong Kong de 1997. Els arbres filogenètics construïts en cadascun dels 8 segments mostren una imatge coherent de 3 llinatges, tal com il·lustra l'arbre HA. Dos dels clades contenen exclusivament aïllats vietnamites; el més petit d'aquests, amb 5 aïllats, etiquetem V1; el clade més gran, amb 9 aïllats, és V2. Els 22 aïllats restants cauen en un tercer clade clarament diferent, etiquetat com EMA, que comprèn mostres d'Europa, Orient Mitjà i Àfrica. Els arbres dels altres 7 segments mostren una topologia similar, amb clades V1, V2 i EMA clarament separats en cada cas. Les anàlisis de tots els genomes complets de grip (H5N1) disponibles i de 589 seqüències HA van situar el clade EMA com a diferent dels principals clades que circulen a la República Popular de la Xina, Indonèsia i el Sud-Est Asiàtic.

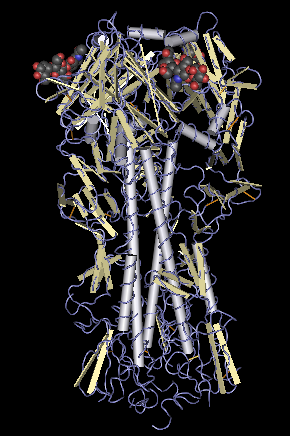
Estructura H de l'H5N1, H és per hemaglutinina

### Estructura genètica i subtipus
H5N1 és un subtipus de l'espècie Influenza A del gènere Alphainfluenzavirus de la família Orthomyxoviridae. Com tots els altres subtipus d’Influenza A, el subtipus H5N1 és un virus d'ARN. Té un genoma segmentat de vuit sentits negatius, ARN monocatenari, abreujats com PB2, PB1, PA, HA, NP, NA, MP i NS.
HA codifica l'hemaglutinina, una glicoproteïna antigènica trobada a la superfície dels virus de la grip i és responsable d'unir el virus a la cèl·lula que vol infectar. NA codifica la neuraminidasa, un enzim glicosilat antigènic que es troba a la superfície dels virus i que facilita l'alliberament del virus un cop s'ha replicat dins les cèl·lules infectades.
Les cadenes d'ARN d'hemaglutinina (HA) i neuraminidasa (NA) especifiquen l'estructura de les proteïnes més rellevants per a ser utilitzades com a dianes per a fàrmacs antivirals i o per anticossos. L'HA i la NA també s'utilitzen com a base per a la denominació dels diferents subtipus de virus de la grip A. Aquí és d'on venen les H i N en H5N1.
Els virus de la grip A poden ser indexats pel seu potencial de malaltia i mort en humans i altres animals. Els subtipus de virus de la grip A confirmats en humans, per ordre del nombre de morts per pandèmia humana coneguda que han causat, inclouen:
- 1966 – LPAI H5N1 A/Turkey/Ontario/6613/1966(H5N1) va ser detectat en galls d’indi a Ontario, Canada[34][35]
- 1975 – LPAI H5N1 va ser detectat en ànecs i oques salvatges a Wisconsin
- 1981 and 1985 – LPAI H5N1 va ser detectat en ànecs salvatges per la Universitat de Minnesota
- 1983 – LPAI H5N1 va ser detectat en gavines a Pennsylvania.
- 1986 – LPAI H5N1 va ser detectat en ànecs salvatges a Ohio.
- 2005 – LPAI H5N1 va ser detectat en ànecs Manitoba, Canada.
- 2008 – LPAI H5N1 va ser detectat en ànecs a Nova Zelanda.
- 2009 – LPAI H5N1 va ser detectat en avicultura comercial a la Columbia Britànica.[36]

## Alta taxa de mutació
Els virus de la grip tenen una taxa de mutació relativament alta que és característica dels virus d'ARN. La segmentació del seu genoma facilita la recombinació genètica per reajustament de segments en hostes infectats amb dues soques diferents de virus de la grip alhora. Una soca prèviament no contagiosa o molt poc pot ser capaç de recombinar-se amb una que ho sigui i esdevenir una soca altament patogènica i/o infectiva, aquest és un dels diversos camins possibles a una pandèmia.

La especificitat d’una soca de la grip a infectar una espècie en concret es deu en gran part a la variació en els gens de l'hemaglutinina. Les mutacions genètiques en el gen de l'hemaglutinina que causen substitucions d'aminoàcids, poden alterar significativament la capacitat de les proteïnes de l'hemaglutinina vírica d'unir-se als receptors de la superfície de les cèl·lules de l’hoste, sent capaç de fer un salt d’hoste i infectar a una espècie diferent. Això no vol dir que una substitució d'aminoàcids pugui causar una pandèmia, però significa que una substitució d'aminoàcids pot causar que un virus de la grip aviària que no és patogènic en els humans passi a convertir-se en patogen d’humans.

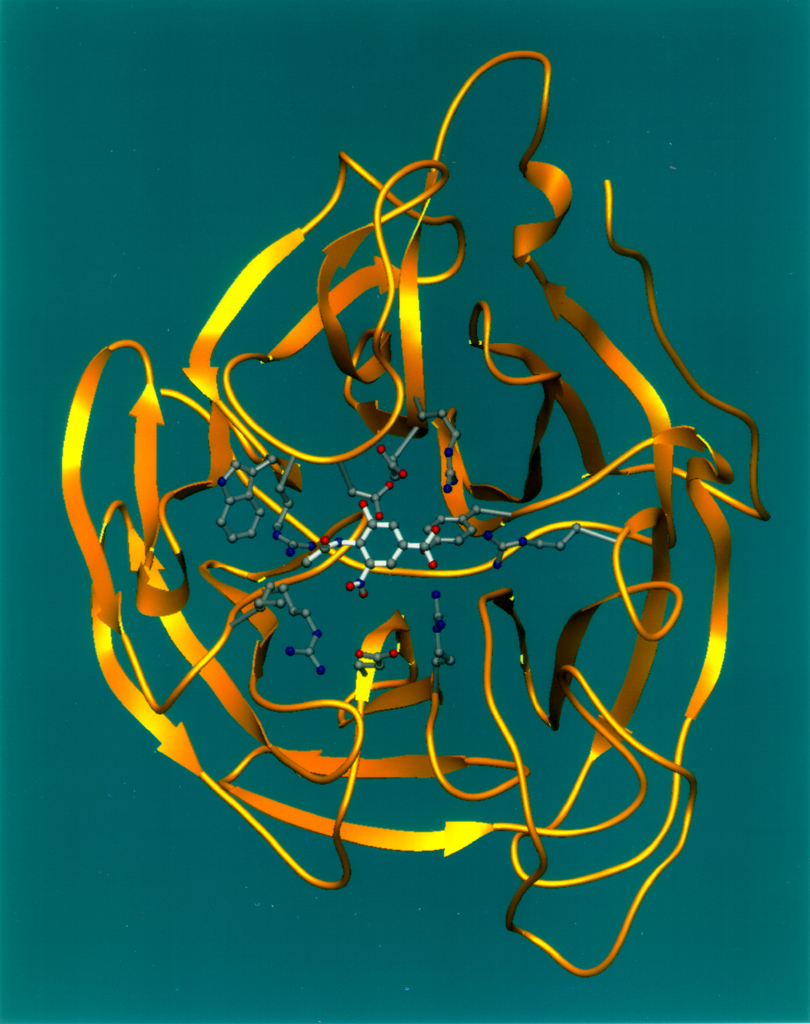
El N en posicions d'H5N1 per Neuraminidasa, la proteïna descrita en aquest esquema

## Prevenció

### Vacunes
Hi ha vacunes per a diverses varietats del virus H5N1, però la mutació contínua de l'H5N1 les fa d'ús limitat fins ara: mentre que les vacunes de vegades poden proporcionar protecció creuada contra les soques de grip relacionades, la millor protecció seria a partir d'una vacuna produïda específicament per a qualsevol futura soca de virus de la grip pandèmica. Daniel R. Lucey, codirector del programa de postgrau d'Amenaces i Malalties Emergents de la Universitat de Georgetown, ha afirmat: No hi ha pandèmia d’H5N1 perquè no hi hagi vacuna contra la pandèmia. No obstant això, s'han creat vacunes pre-pandèmiques; s'estan refinant i provant; i tenen alguna promesa tant en la recerca com en la preparació per a la propera pandèmia.

### Salut pública
Governs i organitzacions internacionals, entre elles l'Organització Mundial de la Salut (OMS), l'Organització de les Nacions Unides per a l'Alimentació i l'Agricultura (FAO), l'Organització Mundial per a la Sanitat Animal (OIE) treballen conjuntament per abordar la situació mitjançant la planificació, un major seguiment i una transparència total en la informació i investigació dels esdeveniments i brots de grip aviària. S'han liderat esforços globals per encoratjar els països a augmentar la vigilància dels brots d'aviram i a vigilar el nombre significatiu de morts en aus migratòries i a introduir ràpidament mesures de contenció. L'Agència per al Desenvolupament Internacional dels Estats Units (USAID) i el Departament d'Estat dels Estats Units, el Departament de Salut i Serveis Humans dels Estats Units (HHS) i l'Agricultura (USDA) estan coordinant futures mesures de resposta internacional en nom de la Casa Blanca amb departaments i agències de tot el govern federal.

### Tractament
No hi ha un tractament altament eficaç per a la grip H5N1, però l'oseltamivir (comercialitzat per Roche amb el nom de Tamiflu), de vegades pot inhibir que el virus de la grip es propagui dins del cos de l'usuari. Aquest fàrmac s'ha convertit en una prioritat per a alguns governs i organitzacions que intenten preparar-se per a una possible pandèmia de l'H5N1. El 20 d'abril de 2006, Roche AG va anunciar que tenia un estoc de tres milions de dosis per tractaments de Tamiflu a disposició de l'Organització Mundial de la Salut per ser utilitzats en cas de pandèmia de grip; per separat, Roche va donar dos milions de dosis a l'OMS per al seu ús en nacions en desenvolupament que poden veure's afectades per aquesta pandèmia però que no tenen la capacitat d'adquirir grans quantitats del fàrmac.

No obstant això, l'expert de l'OMS Hassan al-Bushra ha dit:
| « | Fins i tot ara, seguim insegurs sobre l'eficàcia real de Tamiflu. Pel que fa a una vacuna, no es pot començar a treballar fins a l'aparició d'un nou virus, i preveiem que trigaríem entre sis i nou mesos a desenvolupar-la. De moment, no podem comptar de cap manera amb una possible vacuna per evitar la propagació d'un virus de la grip contagiosa, els diversos precedents del qual en els últims 90 anys han estat altament patògens | » |

A més, Tamiflu va ser aprovat per a la grip estacional per la Food and Drug Administration dels EUA el 1999. Diversos assaigs controlats aleatoris, revisions sistemàtiques i metaanàlisi van posar l'accent en un perfil d'eficàcia i seguretat favorable. La majoria d’ells van ser finançats per Roche, que també va comercialitzar i promoure aquest medicament. El 2005 i el 2009, el temor que s'acostava a la grip pandèmica va provocar la recomanació de destacats organismes reguladors com l’Organització Mundial de la Salut (OMS), els Centres de Control i Prevenció de Malalties, l'Agència Europea del Medicament i altres per al seu ús en el tractament i la profilaxi de la grip, i s'està emmagatzemant com a mesura per superar la crisi. Es van començar a notificar esdeveniments adversos greus, especialment els esdeveniments neuropsiquiàtrics associats a Tamiflu, que van provocar una cascada de preguntes sobre la utilitat clínica d’aquest medicament. Una revisió recent de Cochrane i articles relacionats han qüestionat la relació risc-benefici del medicament, a més de plantejar dubtes sobre la decisió reguladora d’aprovar-lo. Les recomanacions per emmagatzemar l'esmentat fàrmac, donades per diverses organitzacions internacionals, és a dir, l’OMS, també s'han examinat. Tot i que molts crítics han etiquetat la saga Tamiflu com un error costós, l'episodi ens deixa algunes lliçons importants.
Estudis amb animals de laboratori suggereixen que Relenza (zanamivir), que es troba a la mateixa classe de fàrmacs que Tamiflu, també pot ser eficaç contra H5N1. En un estudi realitzat en ratolins l'any 2000, es va demostrar que el zanamivir era eficaç en el tractament dels virus de la grip aviària H9N2, H6N1 i H5N1 transmissibles als mamífers. A més, estudis en ratolins suggereixen que la combinació de zanamivir, celecoxib i mesalazina sembla prometedora produint una taxa de supervivència del 50% en comparació amb el grup placebo, on cap animal va sobreviure. Tot i que ningú sap si el zanamivir serà útil o no en una soca pandèmica encara no existent de l'H5N1, podria ser útil emmagatzemar zanamivir i oseltamivir en cas d'una pandèmia de grip H5N1. Ni l'oseltamivir ni el zanamivir es poden fabricar en quantitats que serien significatives un cop iniciada la transmissió humana eficient. Al setembre de 2006, científics de l'OMS van anunciar que els estudis havien confirmat casos de soques H5N1 resistents a Tamiflu i Amantadina.

## Societat i cultura
El virus H5N1 ha tingut un efecte significatiu en la societat humana, especialment en les respostes financeres, polítiques, socials i personals tant en morts reals com pèrdues en aus, humans i altres animals. Milers de milions de dòlars s'estan recaptant i gastant per investigar H5N1 i preparar-se per a una possible pandèmia de grip aviària. S'han gastat més de 10.000 milions de dòlars i més de 200 milions d'aus han estat executades com a mesures de contenció per evitar la propagació de soques virulentes d’H5N1.
Després dels brots de principis dels anys 2000, la gent va reaccionar comprant menys pollastre, provocant que les vendes d'aviram i els preus caiguessin. Molts individus han emmagatzemat subministraments per a una possible pandèmia de grip. Els responsables de salut internacionals i altres experts han assenyalat que moltes preguntes desconegudes encara planen al voltant de la malaltia.
El Dr. David Nabarro, coordinador en cap de grip aviària de les Nacions Unides, i antic Cap de Resposta de Crisi de l'Organització Mundial de la Salut s'ha descrit a si mateix com bastant espantat sobre l'impacte potencial d'H5N1 en els humans. Nabarro ha estat acusat de ser alarmista i, en el seu primer dia a les Nacions Unides, va proclamar que la grip aviària podria matar 150 milions de persones. En una entrevista amb l'International Herald Tribune, Nabarro compara la grip aviària amb el VIH/SIDA a l'Àfrica, advertint que les subestimacions van conduir a un enfocament inadequat per a la investigació, la intervenció i la contenció de la malaltia.
Al febrer de 2020 es va produir un brot de grip aviària H5N1 al districte de Shuangqing de la ciutat de Shaoyang, a la província de Hunan. Després que l'aviram hagués emmalaltit del virus, es va decretar matar prop de 18.000 pollastres per evitar la propagació de la malaltia. Hunan limita amb la província de Hubei, on es troba Wuhan, epicentre de la pandèmia del coronavirus.